# (3224) Irkutsk
(3224) Irkutsk est un astéroïde de la ceinture principale. Il fut nommé d'après la ville sibérienne d'Irkoutsk.

## Description
(3224) Irkutsk est un astéroïde de la ceinture principale. Il fut découvert le 11 septembre 1977 à Naoutchnyï par Nikolaï Tchernykh. Il présente une orbite caractérisée par un demi-grand axe de 2,78 UA, une excentricité de 0,17 et une inclinaison de 4,3° par rapport à l'écliptique.

## Compléments